# Demarziella metallica
Demarziella metallica är en skalbaggsart som beskrevs av Carter 1936. Demarziella metallica ingår i släktet Demarziella och familjen bladhorningar. Inga underarter finns listade i Catalogue of Life.